# Alsácia
A Alsácia (em francês:  Alsace, em alemão:  Elsass) é uma antiga região administrativa da França, localizada a leste do país, junto às fronteiras alemã e suíça. Hoje integra a região do Grande Leste (Alsácia-Champanha-Ardenas-Lorena) e tem Estrasburgo como capital e maior cidade.

## Geografia

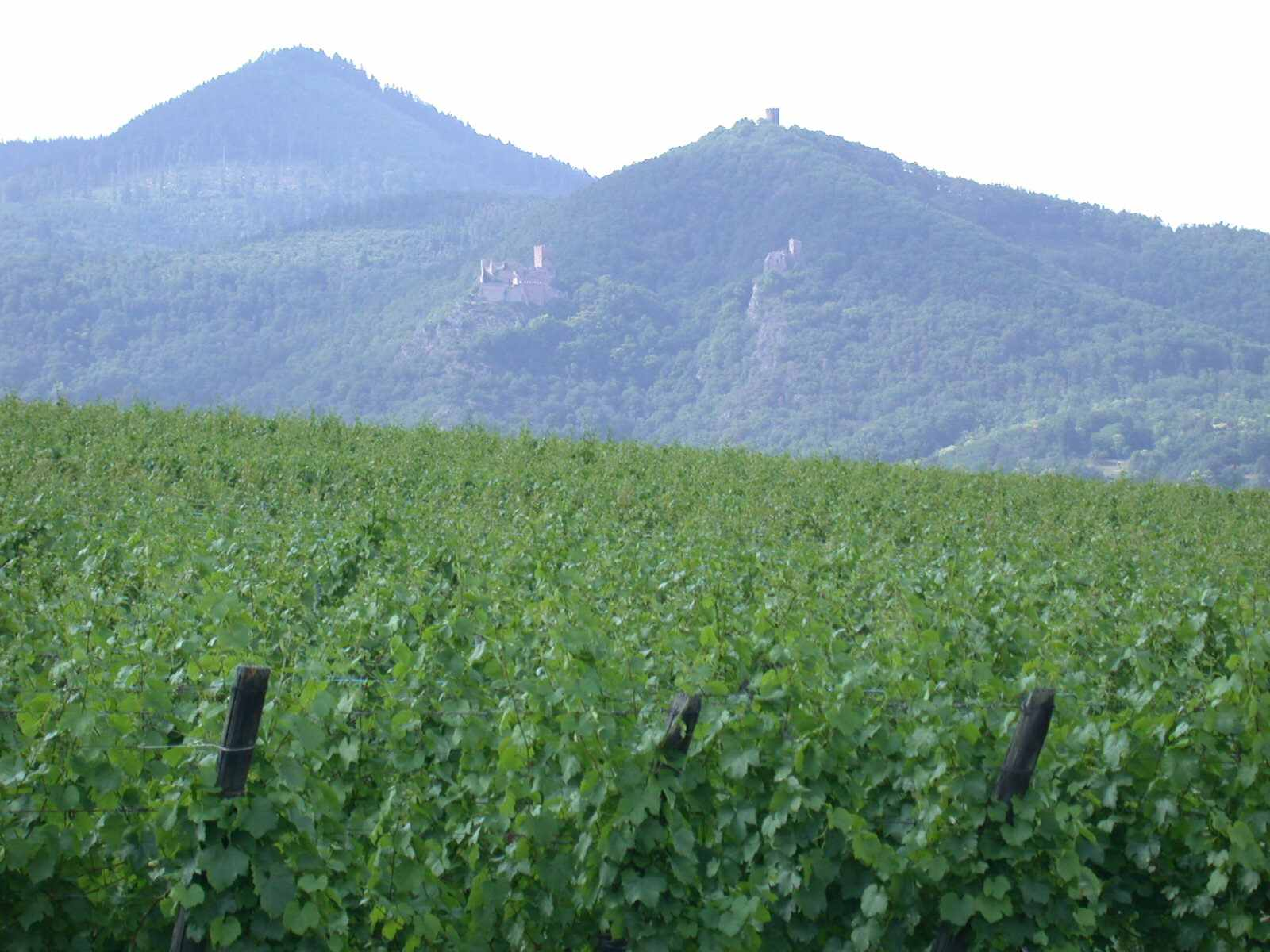
Típica paisagem alsaciana: as vinhas e os Vosges

A Alsácia tem uma superfície de 8 280 km², sendo a menor região da França metropolitana. Seu comprimento é de aproximadamente quatro vezes sua largura, estendendo-se sobre uma planície entre o rio Reno a leste e as montanhas dos Vosges a oeste.
Ela engloba os departamentos (départements) do Haut-Rhin (Alto Reno), ao sul, e Bas-Rhin (Baixo Reno), ao norte. Tem fronteiras com a Alemanha ao norte e ao leste, com a Suíça e a região francesa de Franche-Comté ao sul e com a região francesa da Lorena (Lorraine) ao oeste.
Possui diversas florestas, principalmente nos Vosges e no Baixo-Reno (floresta de Haguenau). Diversos vales também embelezam a região. Seu ponto culminante é o Grand Ballon, ou Ballon de Guebwiller no Alto-Reno, que culmina a 1424 m.
A Alsácia tem um clima subcontinental com invernos frios e secos e verões quentes. Há pouca precipitação pluviométrica devido à proteção dos Vosges a oeste. A cidade de Colmar tem um microclima ensolarado: é a segunda cidade mais seca da França (depois de Perpignan), com uma precipitação anual de somente 550 mm, tornando-a ideal para o vinho da Alsácia (vin d'Alsace).

### Principais cidades
As maiores cidades são (> 20 000 habitantes (1999)):
- Estrasburgo (264 115)
- Mulhouse (110 359)
- Colmar (65 136)
- Haguenau (32 242)
- Schiltigheim (30 841)
- Illkirch-Graffenstaden (23 815)

## História
Em tempos pré-históricos, a Alsácia era habitada por tribos nômades de caçadores, mas por volta de 1500 a.C. os Celtas começaram a se estabelecer na região, desmatando e cultivando a terra. Por volta de 58 a.C., os romanos invadiram e estabeleceram a Alsácia como um centro de viticultura. Para proteger esta atividade valiosa, os romanos construíram fortificações e campos militares que se transformaram em diversas comunidades que têm sido habitadas sem interrupção até hoje.
Com o declínio do Império Romano, a Alsácia tornou-se um território controlado pelos Alamanos, um povo agrícola cuja língua formou as bases do moderno dialeto alsaciano. Os Francos expulsaram os Alamanos da região durante o século V, e a Alsácia tornou-se então parte do Reino da Austrásia. A Alsácia permaneceu sob controle franco até que o reino franco fosse dissolvido oficialmente em 843, com o Tratado de Verdun.
A Alsácia tornou-se então parte do Sacro Império Romano-Germânico e ficou sob a administração dos Habsburgos da Áustria até que fosse cedida à França no término da Guerra dos Trinta Anos em 1648. Enquanto isso, a Alsácia usufruiu de uma grande prosperidade durante o século XII e o século XIII, sob a administração dos Hohenstaufen, mas essa prosperidade teve fim no século XIV com uma série de invernos rigorosos, péssimas colheitas e a Peste bubônica. As dificuldades foram atribuídas aos judeus, levando aos pogroms terríveis de 1336 e 1339. Durante o Renascimento, a prosperidade retornou à Alsácia sob a administração dos Habsburgos.
A Alsácia, junto com a Lorena, foi durante séculos objeto de disputas e guerras entre a Alemanha e a França. A Alsácia e a Lorena foram anexadas pela França sob a administração de Louis XIV de França. Desde 500, a área foi povoada principalmente por uma população de origem e língua germânicas, que lutou contra a imposição da língua e costumes franceses (mostrando que esse território é essencialmente germânico). As duas regiões foram reunificadas à Alemanha após a Guerra Franco-Prussiana de 1870, causando a emigração (estimada) de 50000 pessoas  (de um total de 1 milhão) para a França, e a Alsácia permaneceu parte da Alemanha até o final da Primeira Guerra Mundial, quando a Alemanha a cedeu de volta à França no Tratado de Versalhes. Alguns, no entanto, como o presidente dos Estados Unidos Woodrow Wilson, acreditavam que a região deveria ser independente e autônoma, pois sua  Constituição definia que estava sujeita unicamente à autoridade do Kaiser, e não do Estado Alemão (muitos alsacianos defendiam a anexação ao Império Alemão que na época havia se tornado uma república).
Após a Primeira Guerra Mundial, os habitantes que tinham vindo de outras partes da Alemanha foram expulsos. A identidade germânica foi reprimida com uma política sistemática de proibição do uso do alemão e de seus dialetos, e a obrigação do uso do francês como língua vernacular. Isso humilhou os alemães, trazendo o revanchismo da II Guerra Mundial. Curiosamente, a região não foi obrigada e reconhecer as leis promulgadas na França entre 1870 e 1918, tais como a lei de separação entre a Igreja e o Estado.
A região foi anexada pela Alemanha durante a Segunda Guerra Mundial. A Alsácia foi absorvida pela região alemã do Baden, e a Lorena pela do Saarland (Sarre). Note-se o estatuto diferente da situação do resto da França, que foi ocupada pela Alemanha. Com isso, os alsacianos foram obrigados a se alistar nas forças armadas alemãs, como qualquer cidadão alemão. Muitos alsacianos foram enviados à Frente russa, a fim de distanciá-los da região natal e coibir as tentativas de deserção. Muitos desertaram, e suas famílias sofreram as consequências.
A região trocou de mãos novamente em 1944, voltando ao domínio francês, que restaurou a velha política de repressão do período entre-guerras. Por exemplo, de 1945 a 1984 o uso da língua alemã em jornais era restrito a um máximo de 25%. Nos últimos anos, com a diluição da consciência nacionalista, a liberdade cultural foi gradualmente restabelecida.

### Datas importantes
- 842 : os Juramentos de Estrasburgo, pronunciados por Carlos o Calvo (Charles le Chauve) e Luís o Germânico (Louis le Germanique) contra o irmão mais velho deles, Lotário (Lothaire).
- 855 : A Alsácia faz parte do Sacro Império Romano-Germânico.
- 1354 : Fundação da Decápole, uma liga de dez cidades livres da Alsácia.
- 1648 : o Tratado de Vestfália (ou Westfalen) dá a Alsácia ao reino da França.
- 1790 : a Alsácia é dividida em dois departamentos: Bas-Rhin e Haut-Rhin.
- 1871 : pelo Tratado de Frankfurt, o Império Alemão anexa a Alsácia, com exceção dos arredores de Belfort, assim como uma parte da Lorena.
- 1911 (31 de maio) : adoção da constituição alsaciana.
- 1918 (22 de novembro) : as tropas francesas tomam Estrasburgo.
- 1919 : o Tratado de Versalhes restitui a Alsácia à França.
- 1940-1944 : durante a ocupação alemã, a Alsácia é anexada ao Reich alemão.
- 1944 (23 de novembro): as tropas francesas do general Leclerc liberam Estrasburgo.

## Política
A Alsácia é uma das regiões mais conservadoras da França. Foi uma das duas regiões da França metropolitana onde a direita ganhou as eleições regionais de 2004, controlando assim o Conselho Regional da Alsácia (Conseil régional d'Alsace). O presidente do Conselho Regional é Philippe Richert, membro do partido governamental Union pour un mouvement populaire (União para um Movimento Popular) ou UMP.

## Economia
Segundo o Institut National de la Statistique et des Études Économiques (INSEE), a Alsácia teve um PIB de 44,3 bilhões de Euros em 2002 (3% do PIB francês). Com um PIB per capita de 24 804 Euros, é a segunda região mais rica da França, com a Île-de-France em primeiro lugar. 68% dos empregos são no setor de serviços (terciário) e 25% na indústria (secundário), fazendo da Alsácia uma das regiões francesas mais industrializadas.

## Demografia
A população alsaciana era de 1 868 183 habitantes em 2013. Tem crescido regularmente ao longo dos anos, exceto em tempos de guerra, tanto por crescimento natural como pela imigração. Este crescimento acelerou-se no final do século XX. O INSEE estima que a população alsaciana crescerá de 12,9% a 19,5% entre 1999 e 2030.
Com uma densidade de 226 hab./km², a Alsácia é a terceira região mais densamente povoada na França metropolitana. A população tem, na maior parte, origem germânica (a língua alemã foi proibida depois da I Guerra Mundial e o dialeto alemão da Alsácia possui poucos falantes).

## Cultura

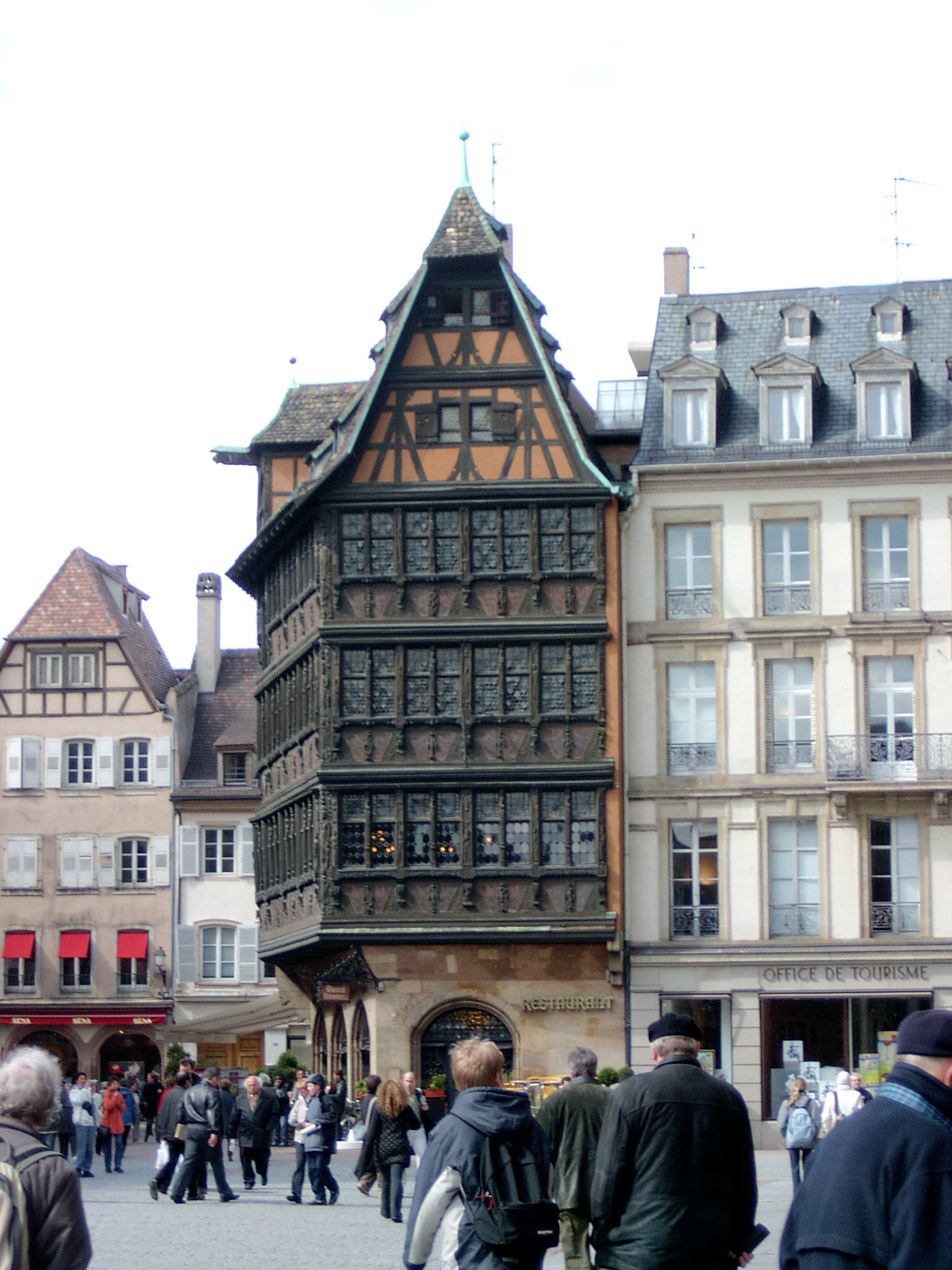
A maison Kammerzell em Estrasburgo

Historicamente, a região passou da França para a Alemanha diversas vezes, resultando em uma rica mistura cultural. Além disso, era ponto de passagem para os deslocamentos humanos desde antes da Idade Média, tendo recebido inúmeras contribuições culturais.

### Língua
Os dialetos alemães locais são o alsaciano e o frâncico. Apesar de que ambos possam ser distinguidos em francês ("alsacien" e "francique"), tende-se a se referir a ambos como alsaciano. Nenhum dos dois tem um estatuto oficial, apesar de ambos serem reconhecidos como línguas da França.
Quando a Alsácia estava sob controle alemão de 378 a 1648, de 1871 a 1919 e de 1940 a 1944, o uso da língua alemã era obrigatório.
Desde 1992, com o intuito de preservar a língua alsaciana, existem classes bilingues paritárias na Alsácia, onde o ensino é dado em língua alemã (50%) e em língua francesa (50%). Atualmente, elas representam aproximadamente 5 % dos estudantes. No segundo grau (colegial), os alunos podem passar um diploma chamado Abibac, mistura do Abitur alemão e do Baccalauréat francês. O alsaciano pode ser falado no jardim de infância e pode ser ensinado ou falado na escola primária. No entanto, a parte escrita é feita em língua alemã, considerando que esta é a versão escrita comum do conjunto de dialetos alsacianos.
Também são comuns apresentações teatrais em alsaciano.

### Culinária
A cozinha alsaciana, fortemente influenciada pela tradição culinária alemã, caracteriza-se pelo uso do porco em vários pratos. A lista de pratos tradicionais inclui baeckeoffe, tartes flambées (flammekueche), choucroute, e fleischnacka. O sul da Alsácia, também chamado Sundgau, é famoso pela sua carpe frite (carpa frita).
As festividades de fim de ano, contrariamente ao resto da França, envolvem a produção de uma grande variedade de biscoitos e pequenos bolos chamados brédalas, assim como de pain d'épice (algo parecido com o pão de mel brasileiro), que são distribuídos às crianças desde a festa de São Nicolau.
Região vinícola por excelência, seus vinhos são principalmente brancos (a exceção é o Pinot Noir), tendo uma grande influência germânica e sendo chamados vins d'Alsace. A Alsácia produz alguns dos mais notáveis Rieslings secos do mundo, e é a única região da França a dar o nome da cepagem ao vinho.
A Alsácia é também a maior produtora de cerveja da França, graças principalmente às cervejarias na região de Estrasburgo. Entre elas, podemos citar as de Kronenbourg, Fischer, Heineken, Météor e Kanterbräu. O Schnapps (aguardente) também é produzido na Alsácia, mas está em declínio porque as destilarias domésticas são menos comuns hoje em dia, e também porque o consumo de bebidas tradicionais, a forte teor alcoólico, diminui drasticamente.
Além disso, a Alsácia também é conhecida por seus sucos de fruta e suas águas minerais.
Veja também: Vinho da Alsácia

### Símbolo

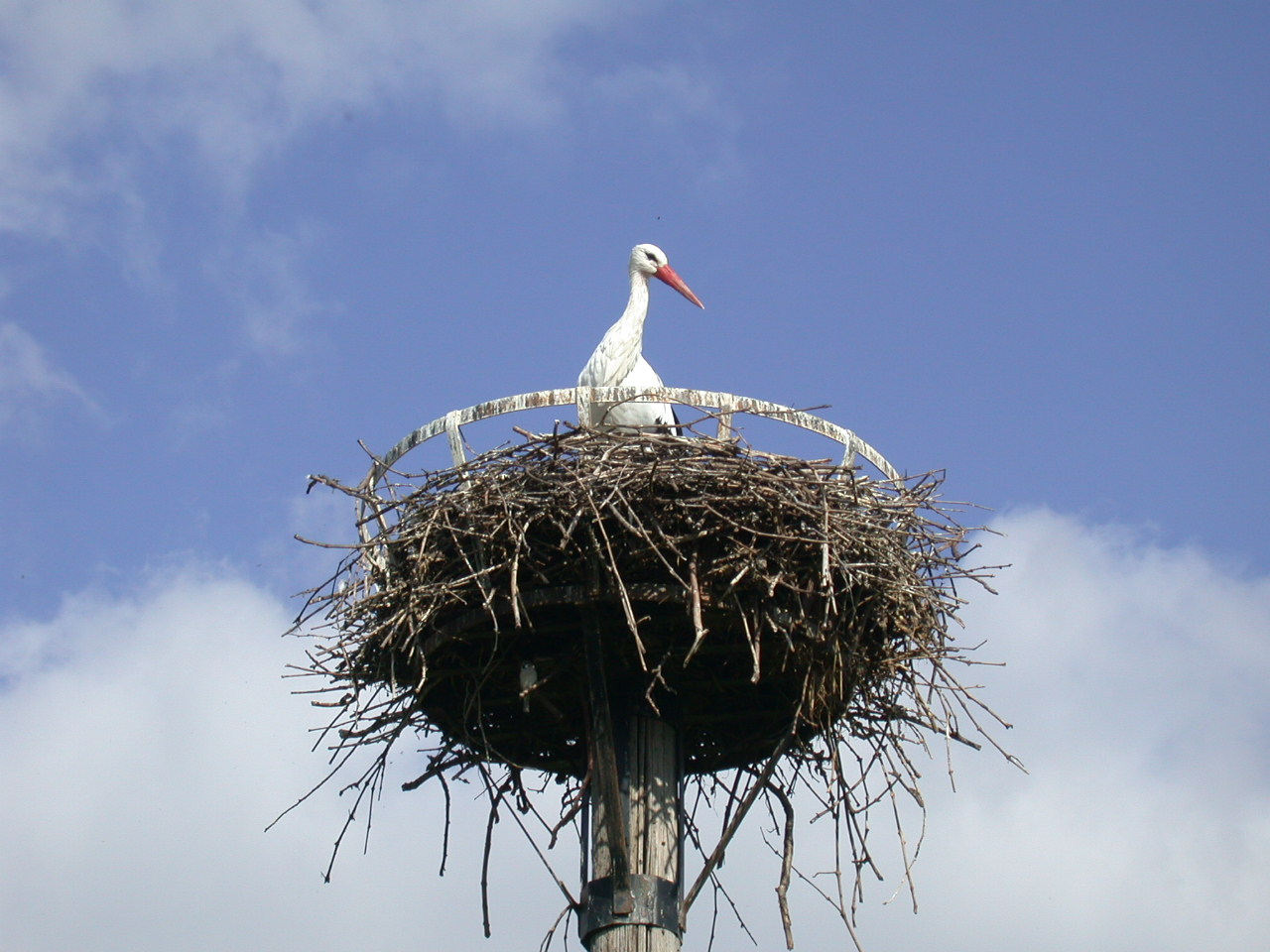
A cegonha, símbolo da Alsácia

O símbolo da Alsácia é a cegonha, pássaro que, segundo as histórias contadas às crianças, trazia os bebês às famílias. Quase extinta na região há vinte anos, ela foi reintroduzida e começa a repovoar os telhados das igrejas e o céu da Alsácia. As cegonhas reintroduzidas sedentarizaram-se e não migram mais.

## Turismo
Principais pontos turísticos
- Estrasburgo
- Colmar
- Ribeauvillé
- Riquewihr
- Kaysersberg
- Eguisheim
- Convento do Monte Sainte Odile, perto de Obernai
- Castelo de Haut-Kœnigsbourg, perto de Sélestat
- Museu Nacional do Automóvel, em Mulhouse

## Alsacianos célebres

### Nativos
- Bruno d'Éguisheim-Dagsbourg, tornou-se papa Leão IX (1002-1054)
- Johann Geiler von Kaysersberg (1445-1511)
- Sébastien Brant (1458-1521)
- Martin Bucer (1491-1551)
- Robert de Cotte (1656-1735)
- Charles François Hannong (1669-1739)
- François-Christophe Kellermann (1735-1820), marechal
- Frédéric de Dietrich (1748-1793)
- Jean-Baptiste Kléber (1753-1800), marechal
- Jacques Sturm (1803-1855)
- Théodore Deck (1823-1891)
- Gustave Doré (1832-1883), pintor
- Frédéric Auguste Bartholdi (1834-1904)
- Émile Durkheim (1858 - 1917)
- Alfred Dreyfus (1859-1935)
- Gustave Stoskopf (1869-1944)
- Jean-Jacques Waltz, mais conhecido como Hansi (1873-1951), artista
- Albert Schweitzer (1875-1965), Prêmio Nobel da Paz em 1952
- Jean Arp (1887-1966), artista
- Alfred Kastler (1902-1984), físico, Prêmio Nobel de Física em 1966
- William Wyler (1902-1981), cineasta
- Pierre Pflimlin (1907-2000), presidente do Conselho e do Parlamento europeu
- Tomi Ungerer (1931-), artista
- Thomas Voeckler (1979-), corredor ciclista
- Jean-Marc Savelli (1955-), pianista virtuoso da Música clássica
- Bernard Genghini (1958 -), ex-futebolista da Seleção Francesa
- Raymond Kaelbel (1932-2007), ex-futebolista da Seleção Francesa
- Arsène Wenger (1949-), ex-futebolista e célebre técnico do Arsenal, da Inglaterra
- Sébastien Loeb, nove vezes campeão mundial de rali.

### "Adotados"
- Johann Wolfgang von Goethe (1749-1832)
- Johannes Gutenberg (1400-1468) (de 1439 a 1444)
- Joseph Massol (1757-1833)
- Rohan de Soubise (1717-1756)
- Maréchal de Saxe (1696-1750)
- Sébastien Le Prestre de Vauban (1633-1707)
- Rouget de l'Isle (1760-1836)
- Ettore Bugatti (1881-1947)